# Nylonstrumpf

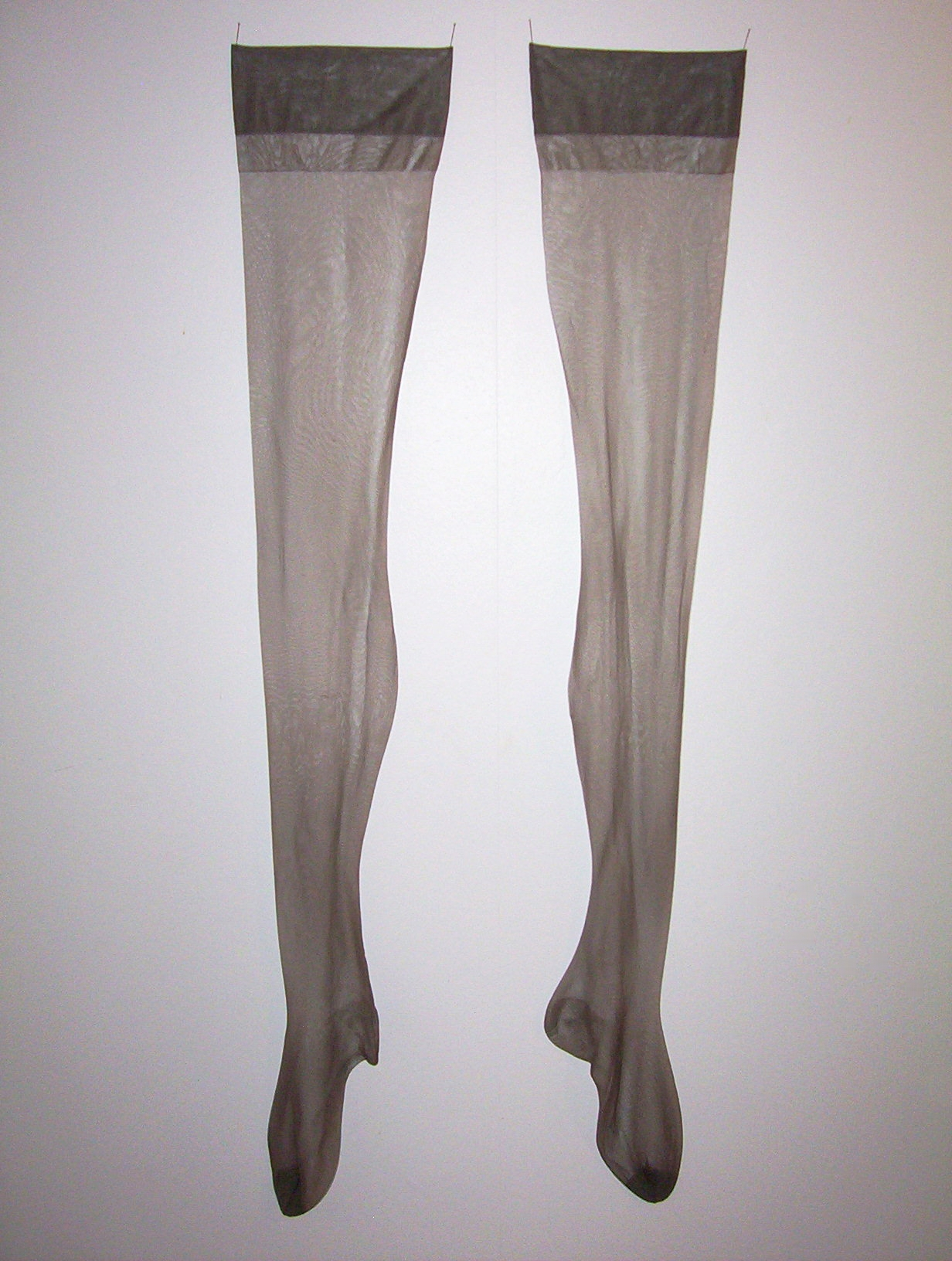
Nylonstrümpfe

Als Nylonstrümpfe oder Feinstrümpfe bezeichnet man Strumpfwaren, also Strümpfe oder Strumpfhosen, aus Polyamid (Handelsnamen Nylon, Perlon) oder ähnlichen Mikrofasern. Sie sind gewirkt und deshalb relativ kurzlebig, da sie zu Beschädigungen, insbesondere Laufmaschen, neigen. Nylonstrümpfe werden häufig sichtbar, beispielsweise unter Röcken, getragen und üben auf manche Menschen eine starke erotische Ausstrahlung aus, die bis zum Fetischismus gehen kann.
Die Dichte der Maschen wird durch die Maßeinheit Denier angegeben. Die Bandbreite reicht von 5 den bis zu 100 den. Die Strumpfeigenschaften werden stark durch die Fadenstärke und Maschendichte beeinflusst. Im Allgemeinen gelten Strümpfe als umso haltbarer, wärmender und kräftiger im Farbton, je dicker die Fadenstärke und je weiter die Maschendichte ist. Umgekehrt gilt: Je dünner der Faden und je enger die Maschen sind, desto transparenter sind die Strümpfe.

## Geschichte des Nylonstrumpfes

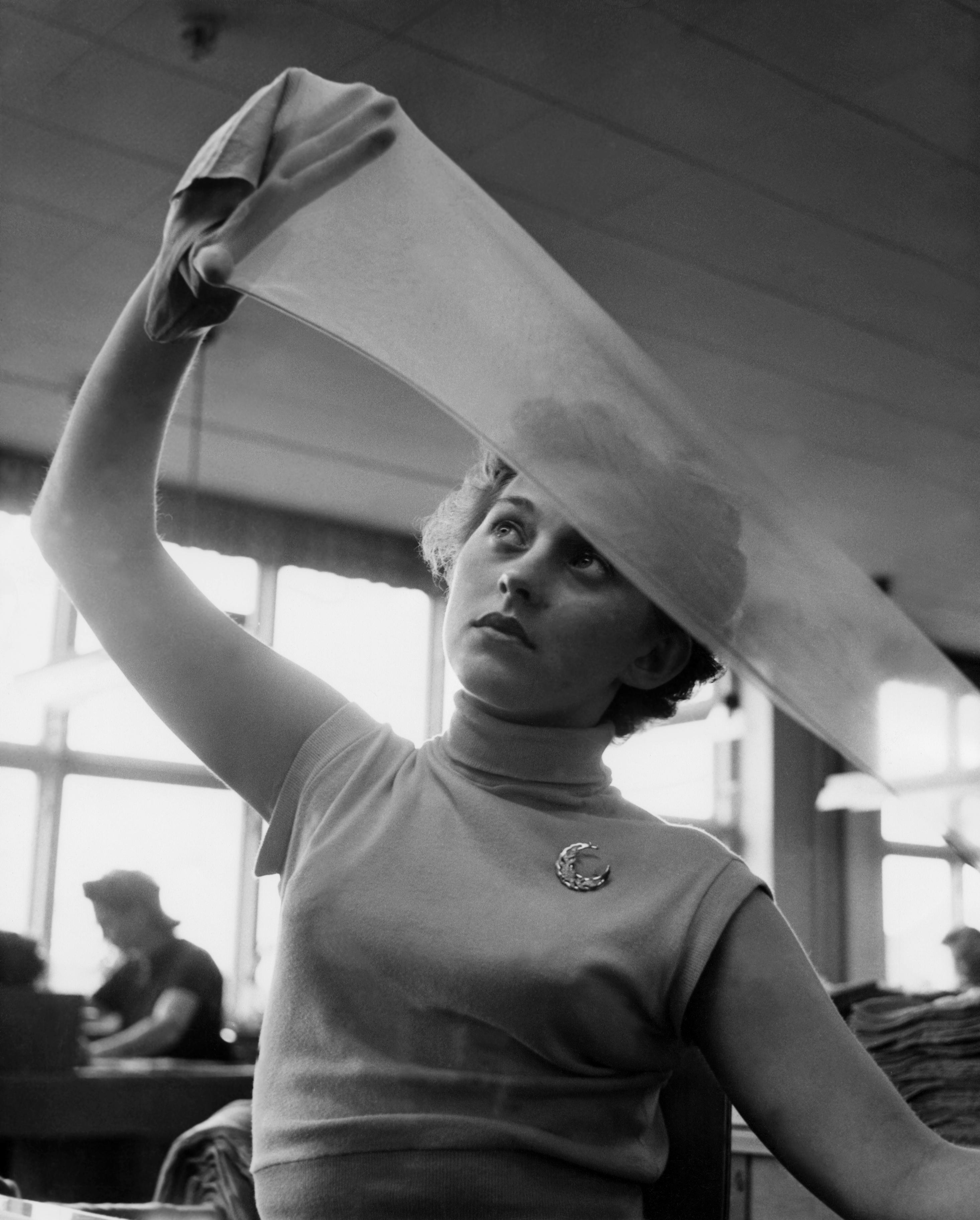
Qualitätsprüfung in einer Malmöer Strumpffabrik (1954)

Im Jahr 1935 entwickelte Wallace Hume Carothers die erste Nylonfaser auf der Basis von Kohle, Luft und Wasser. Am 15. Dezember 1939 nahm in Seaford im US-Bundesstaat Delaware die erste Nylonfabrik ihren Betrieb auf. Nachdem bei einem Testverkauf in einer Versuchsanlage 4000 Exemplare binnen Minuten vergriffen waren, bot DuPont Nylonstrümpfe am 15. Mai 1940 („N-Day“) in ausgewählten Kaufhäusern in US-amerikanischen Metropolen an.
Im Jahre 1941 (Angriff auf Pearl Harbor) wurde Nylon auf Grund seiner Reißfestigkeit zum militärisch bedeutsamen Material, etwa für Zelte, Seile, Flugzeugtanks und Fallschirme. In großen Sammelaktionen patriotischer Frauenverbände wurden „Nylons“ für die kriegswichtige Produktion gespendet.
Wenige Tage nach Kriegsende im August 1945 kündigte DuPont den erneuten Beginn der zivilen Produktion von Nylonstrümpfen an. Die Verantwortlichen hatten jedoch nicht mit der großen Nachfrage gerechnet, die in der Zwischenzeit entstanden war; die Konsumentinnen hatten die seidige Beschaffenheit, Feinheit und kristallene Transparenz des Stoffs sehr geschätzt. Als die ersten produzierten Artikel in den Kaufhäusern der Großstädte angeboten wurden, kam es laut Presseberichten zu Ausschreitungen. Bei Macy’s in New York wurden innerhalb von sechs Stunden 50.000 Paar verkauft; in Pittsburgh standen 40.000 Personen in der Warteschlange für 13.000 Paar Strümpfe. Erst im März 1946 konnte der US-Bedarf nach Nylon gedeckt werden. Von diesem Zeitpunkt an war Nylon das meistgefragte Material bei der Strumpfherstellung.

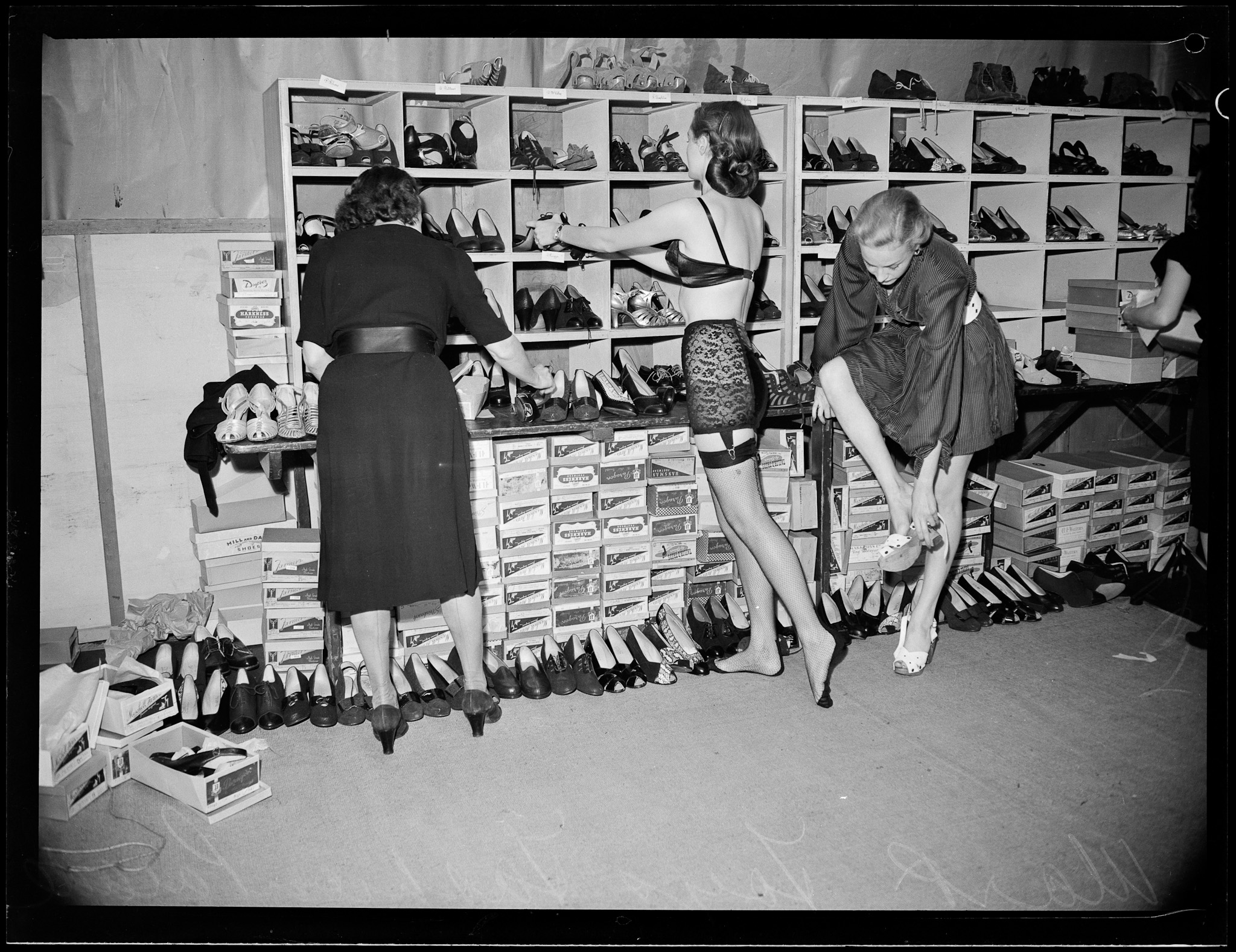
Mannequins backstage während der Modenschau 1947 im australischen Kaufhaus Mark Foy’s

Der Nylonstrumpf gehört zum unverzichtbaren Zubehör für Mannequins und Filmstars. Die ersten Strümpfe hatten noch eine Garnstärke von 70 bis 40 den, wurden jedoch schnell abgelöst durch feinere von 30 bis 20 den und schließlich 15 den. Im Jahre 1951 wurden 10 den erreicht. Heute gibt es sogar Garne mit nur 5 den. Strümpfe mit einer Garnstärke über 40 den werden als blickdicht gehandelt, solche unter 15 den als Sheers.
In den Jahren 1945 bis 1955 bestimmte der Nylonstrumpf mit Naht den Markt. Man machte aus der Not eine Tugend, denn es gab noch keine Wirkmaschinen, die die erforderlichen „Rundlinge“ produzieren konnten – so musste das flache Gewirke durch Zusammennähen in Passform gebracht werden, gleichzeitig gab die rückwärtige Naht „eine schlanke Optik“, sofern die Trägerin die Strümpfe nicht schief oder verdreht trug. Typischerweise reichten die „Nylons“ etwa bis zur Mitte der Oberschenkel hinauf und wurden dort am Saum mittels längenverstellbaren Strapsen (Strumpfhaltern) vom Hüfthalter oder Korsett gehalten bzw. in der halterlosen Variante mit und ohne Strumpfband.

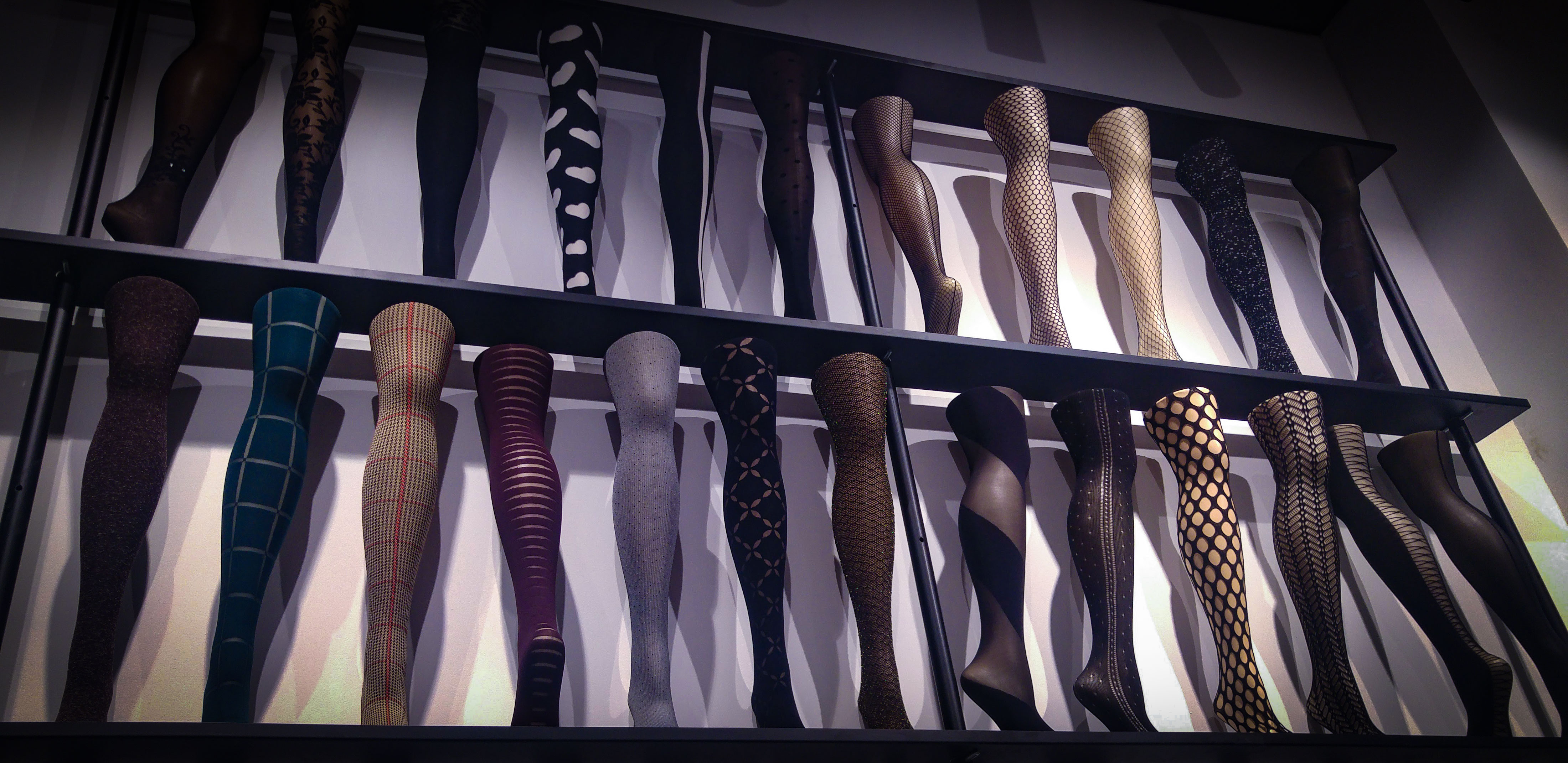
Moderne Nylonstrümpfe

Mit Verbesserungen der Wirktechnik gelang es schließlich, die Strumpfrohlinge „endlos“ rund zu wirken. Dabei entsteht ein unifarbener Schlauch (engl. hose, vgl. pantyhose für Strumpfhose), der passend in der Länge geschnitten, an Ferse und Saum vernäht, mittels Hitze über einer Matrize in Form gebracht und auf Kundenwunsch eingefärbt wird. Ab 1955 bis 1965 gewann dann dieser nahtlose Strumpf langsam die Oberhand. 1965 bis 1970 begann – zusammen mit dem Minirock – die Strumpfhose (deren Produktionsweise weitestgehend der der Strümpfe entspricht) den Markt zu erobern und wird heute von der Mehrzahl der Trägerinnen Strapsstrümpfen oder auch halterlosen Feinstrümpfen vorgezogen.

## Filme
- Nylons – Mythos von Schönheit, Erotik und Wohlstand (alternativ: Mythos Nylon – Ein Hauch Verführung). Dokumentarfilm. Ein Film von Natascha Adler. Eine Produktion von Spiegel TV, Deutschland 2001.[4][5]